# 儒字
儒字（越南语：／? [t͡ɕɨ˦ˀ˥ ɲɔ˧˧]），又稱「漢字」（越南语：／? [t͡ɕɨ˦ˀ˥ haːn˧˦] ⓘ、／ [haːn˧˦ tɨ˧˨ʔ] ⓘ），是越南文中使用的漢字。通常用來書寫由漢語傳入越南語的漢字詞，而其他固有詞則由喃字（越南语：／?）來書寫。漢字教育在古越南比較受重視，官方和知識份子通常都能讀寫漢字。
但至法國開始殖民後到現今越南通行的文字為以拉丁字母為基礎的國語字為主，漢字的邊緣化地位比起限制字數的日本和偶爾才用漢字的朝鮮半島來得更加嚴重，甚至连“河内”和“胡志明”等的汉字表记也通常被视为外语。雖然有學者主張恢復漢字，但由於漢字的複雜性，至今仍未成為當地的主流價值觀念。目前的越南漢字只有在极少數節日或是在古蹟上才能看見。

## 字音
越南引入了大量的漢語詞彙，保留了一些現代漢語沒有的特徵，例如區分疑母、喻母和影母。例如讀 、讀 、讀 。另外，部分聲母也發生了音變，例如讀 、讀 。
越南漢字的韻尾分化為4類，卻沒有影響到它對漢字韻尾保留的完整性。古漢語韻尾收  的漢字在越南文中依然收 。例如： 、 、 、 。
發生分化的主要是古漢語尾韻收ng的漢字（及其配套的入聲字）。ng韻尾在越南語中分化成 二韻尾，具體的分化規則是韻腹為「洪音」（a, o, ơ, u, ư）時，韻尾是（如： 、 、 ）；韻腹是「細音」（讀/ɛ/时的）的时候，韻尾是（ 、 、 ）。
在漢字文化圈國家中，日本、韓國跟越南在引入漢語詞彙的時候都不同程度地保留了漢字的古漢語發音，但是只有越南文引入漢音的時候，連聲調都一併保留并存续至今。雖然越南與中古漢語的入聲調被視作與兩個去聲調（銳聲與重聲）相同的調類，因為入聲字帶有  韻尾，非常容易同去聲字分別開來，仍可視作完整保留了「平上去入各分陰陽」的四聲八調格局。

## 外部連結
- 漢字Hán tự: A Vietnamese-Chinese wordlist (Wayback Machine copy)
- Từ điển Hán Việt Thiều Chửu（漢越辭典） （页面存档备份，存于）
- Từ điển Hán Nôm （页面存档备份，存于）
- Hán Việt chú thích, Chinese-to-Vietnamese transliteration
- （Uy ki của chúng tôi） - 喃字版百科全書  百科全書㗂越用漢喃